# Оразалин, Даулетжан
Даулетжа́н Ораза́лин (1892, Каркаралинский уезд, Семипалатинская область, Степное генерал-губернаторство, Российская империя — 1970, Каркаралинский район, Карагандинская область, Казахская ССР) — старший чабан колхоза имени Калинина Каркаралинского района Карагандинской области, Казахская ССР. Герой Социалистического Труда (1949).

## Биография
Родился в 1892 году в крестьянской семье в одном из сельских населённых пунктов Каркаралинского уезда.
С раннего возраста трудился в частном сельском хозяйстве. Во время коллективизации вступил в колхоз имени Калинина Каркаралинского района. Трудился чабаном, затем — старшим чабаном.
В 1948 году обслуживал отару с 500 грубошерстными овцематками и вырастил в среднем по 120 ягнят от каждой сотни овцематок. Указом Президиума Верховного Совета СССР от 12 июля 1949 года удостоен звания Героя Социалистического Труда за «получение высокой продуктивности животноводства в 1948 году» с вручением ордена Ленина и золотой медали «Серп и Молот» (№ 4145).
Этим же указом званием Героя Социалистического Труда были награждены труженики колхоза имени Калинина Каркаралинского района скотники Оспан Какетаев и Имамбек Утегенов.
После выхода на пенсию в 1956 году проживал в Каркаралинском районе. Умер в 1970 году.